# Corto Maltese
Pour les articles homonymes, voir Corto Maltese (homonymie) et Maltese.
Corto Maltese est une série de bande dessinée d'aventures, nommée d'après le personnage Corto Maltese, un marin aventurier. Elle a été créée par le dessinateur et scénariste italien Hugo Pratt en 1967. Cette série fait partie des bandes dessinées européennes les plus célèbres du XXe siècle. Elle a été traduite en de nombreuses langues et adaptée en plusieurs films d'animation.

## Publication

### Histoire
La première histoire mettant en scène Corto Maltese est La Ballade de la mer salée. Il n'est alors que l'un des multiples protagonistes de cette longue histoire, publiée en feuilleton à partir de 1967 dans le journal italien Sgt. Kirk, qui tirait par ailleurs son titre d'une autre bande dessinée également illustrée par Hugo Pratt. Le rédacteur en chef du journal français Pif Gadget demande par la suite à Hugo Pratt, alors peu connu du public francophone, de reprendre son personnage dans une série d'histoires courtes : les aventures mettant Corto Maltese en vedette paraissent dans Pif Gadget de 1970 à 1973. Le succès n'est pas immédiat : en effet, les jeunes lecteurs de Pif Gadget sont souvent déconcertés par cette série au ton plus adulte que les autres. Progressivement, la série rencontre son lectorat. La Ballade de la mer salée est publiée en feuilleton dans France-Soir en 1973 ; l'histoire est ensuite éditée en album en 1975, puis primée au festival d'Angoulême 1976. Les histoires courtes avec Corto Maltese, d'abord éditées en français, sont ensuite publiées en italien à partir de 1971, d'abord dans la revue Linus. La série Corto Maltese, traduite en diverses langues dans les années 1970-80, remporte un succès international. En Espagne, il faut attendre 1978 et l'amitié de Juan Antonio de Blas pour que s'amorce un travail d'édition et de documentation très élaboré. En France et en Belgique, les histoires d'Hugo Pratt sont publiées en album par Casterman,.

### Albums

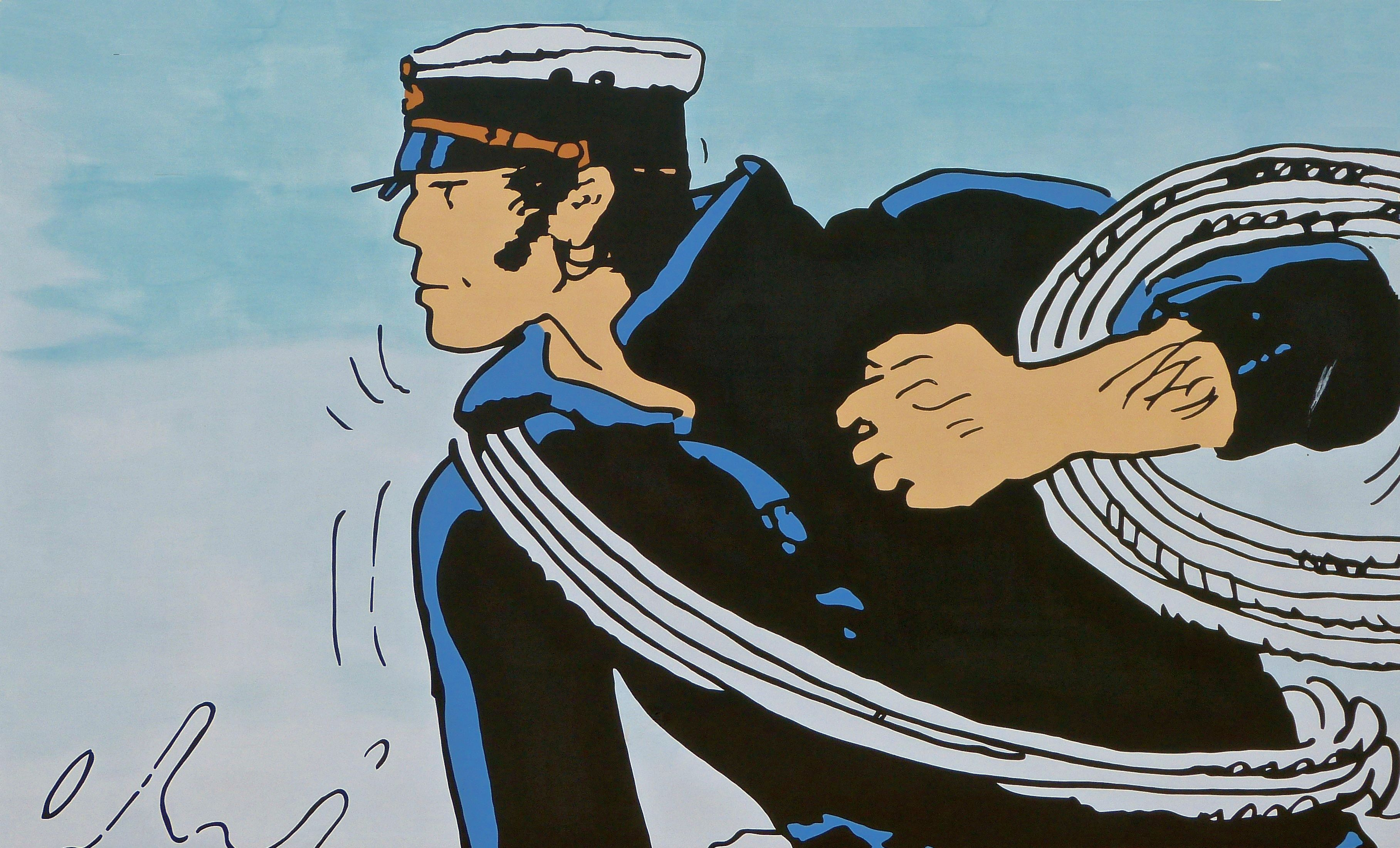
Corto Maltese sur un mur de Bruxelles.

Représentation du personnage sur la coque d'une épave.

Plus de trente aventures de longueur très variable, dont le cadre interne s'échelonne de 1904 à 1925 pour les aventures créées par Hugo Pratt, et même 1929 pour la reprise du personnage et la poursuite de ses aventures par Canales et Pellejero, voire 2002 pour sa reprise hors série par Quenehen et Vivès. Ces aventures et péripéties romanesques façonnent les multiples facettes de la personnalité de Corto Maltese qui, s'il reste insaisissable, revêt l'aspect de l'aventurier mystérieux, romantique et anarchiste, libertaire et séducteur, lucide et ironique. Il traverse son époque comme un témoin toujours en retrait des événements. Cependant, il lui arrive d'épouser une cause souvent sous la pression de ces mêmes événements, comme dans Les Celtiques. Qu'elles soient vénitiennes, celtes, sud-américaines, africaines ou orientales, on retrouve dans ses aventures de fréquentes références aux légendes et aux traditions populaires.
Par souci de réalisme, Hugo Pratt situe les aventures de son personnage dans l'espace et le temps, si bien qu'il est possible de reconstituer la biographie de Corto Maltese. Celui-ci est l'un des quelques héros de bandes dessinées dont la date de naissance est connue : le 10 juillet 1887, à Malte. Après avoir passé son enfance dans le sud de l'Espagne, il devient marin, et en 1904, est témoin de la guerre russo-japonaise en Mandchourie (Chine). Cette aventure est relatée dans l'album La Jeunesse, qui n'est toutefois pas le premier de la série. La Ballade de la mer salée, première apparition du héros, se déroule huit ans plus tard, de novembre 1913 à janvier 1915, dans les îles de l'Océanie. La période 1916-1918 est relatée dans une série d'histoires courtes regroupées dans les albums Sous le signe du Capricorne et Corto toujours un peu plus loin, se déroulant en Amérique du Sud et dans les Caraïbes. Corto Maltese est ensuite présent en Europe lors des derniers mois de la Première Guerre mondiale, pour l'aventure Les Celtiques, puis en Afrique et au Yémen dans l'album Les Éthiopiques. Il entreprend dans Corto Maltese en Sibérie un long périple de novembre 1918 à avril 1920 à travers la Chine, la Mongolie et la Russie. En revanche, l'épisode suivant, Fable de Venise, ne s'étend que sur six jours d'avril 1921. Il sera immédiatement suivi par La Maison dorée de Samarkand, qui conduira Corto de Chypre aux Indes en passant par la Turquie, le Kurdistan, l'Azerbaidjan, l'Ouzbékistan, l'Hindou Couch de 1921 à 1922. Tango le mènera en Argentine (1923), Les Helvétiques... en Suisse (1925), Mû à la recherche des continents perdus (entre Caraïbes et Pacifique Sud) en 1925. Les quatre premiers épisodes proposés par le tandem Pellejero-Canales vingt ans après la mort du maestro, s'intercalent entre les aventures précédentes. Elles mènent Corto à Zanzibar, en Afrique centrale, en Alaska et Yukon, en Tasmanie et Bornéo, à Prague et en Allemagne sous la République de Weimar. Leur cinquième épisode La Ligne de vie se situe après tous les autres, en 1929, au Mexique.

Nota bene : Les albums sont listés dans l’ordre des tomes de l'édition des aventures, avec l'intitulé et la date de leur première édition ou réédition chez Casterman (d'autres titres et découpages les ont parfois précédés). La première prépublication était tantôt en italien, tantôt en français. Pour en savoir plus, suivre le lien de chaque album.
| N° dans la série*                                           | Titre original chez Casterman     | Première prépublication | Date album | Époque du récit | Nb. d'épisodes (ou chapitres ou parties) | Titres des épisodes (ou des chapitres) et nombre de planches |
| ----------------------------------------------------------- | --------------------------------- | ----------------------- | ---------- | --------------- | ---------------------------------------- | --- |
| Scénario et dessins de Hugo Pratt                           |                                   |                         |            |                 |                                          | |
| 1                                                           | La Ballade de la mer salée        | 1967-1969               | 1975       | 1913-1915       | Episode unique                           | 163 planches |
| 2                                                           | Sous le signe du Capricorne       | 1970                    | 1979       | 1916-1917       | 6                                        | - Le Secret de Tristan Bantam (19 planches) - Rendez-vous à Bahia (20 planches) - Samba avec Tir Fixe (20 planches) - L’Aigle du Brésil (20 planches) - … Et nous reparlerons des gentilshommes de fortune (20 planches) - À cause d'une mouette. (20 planches)                                                |
| 3                                                           | Corto toujours un peu plus loin † | 1970-1971               | 1979       | 1917            | 5                                        | - Têtes de champignons (20 planches) - La Conga des bananes (20 planches) - Vaudou pour monsieur le président (20 planches) - La Lagune des Beaux Songes (20 planches) - Fables et grands-pères (20 planches)                                                                                                  |
| 4                                                           | Les Celtiques                     | 1971-1972               | 1980       | 1917-1918       | 6                                        | - L'Ange à la fenêtre d'Orient (20 planches) - Sous le drapeau de l'argent (20 planches) - Concert en O mineur pour harpe et nitroglycérine (20 planches) - Songe d'un matin d'hiver (20 planches) - Burlesque entre Zuydcoote et Bray-Dunes (20 planches) - Côtes de Nuits et roses de Picardie (20 planches) |
| 5                                                           | Les Éthiopiques                   | 1972-1973               | 1978       | 1918            | Récit en 4 parties                       | - Au nom d'Allah le miséricordieux (20 planches) - Le coup de grâce (20 planches) - Et d'autres Roméos et d'autres Juliettes (20 planches) - Les Hommes-léopards du Rufiji (20 planches) |
| 6                                                           | Corto Maltese en Sibérie †        | 1974-1977               | 1979       | 1918-1920       | Récit en 6 chapitres                     | - Les Lanternes rouges (16 planches) - Le Prisonnier de Tchang (12 planches) - La Duchesse romantique (14 planches) - La Division sauvage (24 planches) - Ungern de Mongolie (15 planches) - La Fin du Dragon noir (18 planches) Total : 99 planches                                                           |
| 7                                                           | Fable de Venise                   | 1977                    | 1981       | 1921            | Episode unique                           | 98 planches |
| 8                                                           | La Maison dorée de Samarkand      | 1980-1985               | 1986       | 1921-1922       | Episode unique                           | 139 planches |
| 9                                                           | La Jeunesse, 1904-1905 †          | 1981-1982               | 1983       | 1904-1905       | Episode unique                           | 65 planches |
| 10                                                          | Tango                             | 1985-1986               | 1987       | 1923            | Episode unique                           | 104 planches |
| 11                                                          | Les Helvétiques                   | 1987                    | 1988       | 1924            | Episode unique                           | 70 planches |
| 12                                                          | Mû †                              | 1988-1991               | 1992       | 1925            | Episode unique                           | 168 planches |
| Scénario de Juan Díaz Canales et dessins de Rubén Pellejero |                                   |                         |            |                 |                                          | |
| 13                                                          | Sous le soleil de minuit          | 2015                    | 2015       | 1915            | Episode unique                           | 78 planches |
| 14                                                          | Équatoria                         | 2017                    | 2017       | 1911            | Episode unique                           | 72 planches |
| 15                                                          | Le Jour de Tarowean               | 2019                    | 2019       | 1912            | Episode unique                           | 76 planches |
| 16                                                          | Nocturnes berlinois               | 2022                    | 2022       | 1924            | Episode unique                           | 70 planches |
| 17                                                          | La ligne de vie                   | 2024                    | 2024       | 1929            | Episode unique                           | 78 planches |
| Scénario de Martin Quenehen et dessins de Bastien Vivès     |                                   |                         |            |                 |                                          | |
| sans n°                                                     | Océan noir                        | 2021                    | 2021       | 2001            | Episode unique                           | 164 planches |
| sans n°                                                     | La Reine de Babylone              | 2023                    | 2023       | 2002            | Episode unique                           | 178 planches |

(†) Les tomes 1, 4, 7, et 12 ont vu leur titre remanié depuis en « La Jeunesse », « Toujours un peu plus loin », « En Sibérie », et « Mû, la cité perdue ».
* : Ces albums sont numérotés ainsi pour l'intégrale « Corto Maltese en noir et blanc ». (L'édition mise en couleur comporte 14 volumes, les tomes 2 et 3 de cette liste y étant découpés sous d'autres titres. L'édition en poche comporte 29 volumes, un par aventure.)

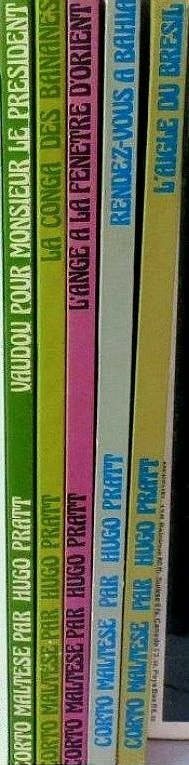
Corto Maltese chez Casterman entre 1975 et 1981 (N&B).

### Pérennité

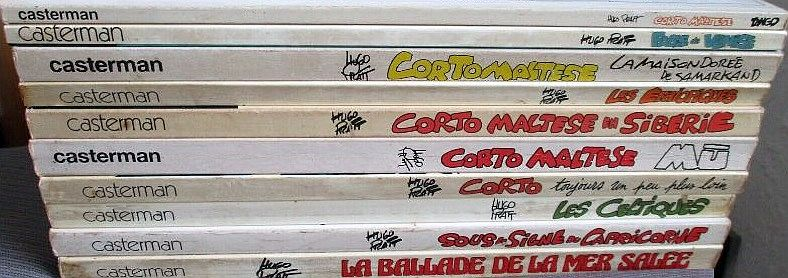
Puis les livres souples de l'éditeur.

Le 30 septembre 2015, les éditions Casterman publient un nouvel album intitulé Sous le soleil de minuit, écrit par Juan Díaz Canales et dessiné par Rubén Pellejero. Deux éditions sont proposées : une version en couleurs de 88 pages et une version en noir et blanc de 96 pages. Suivront quatre autres albums Équatoria, Le Jour de Tarowean, Nocturnes berlinois et Ligne de vie respectivement en 2017, 2019, 2022 et 2024. Ces albums sont bien numérotés dans la continuité des albums de la main de Hugo Pratt, à savoir : 13, 14, 15, 16 et 17.
En 2021, c'est Martin Quenehen et Bastien Vivès qui livrent Océan Noir, qui n'est pas vraiment un nouvel épisode de la saga, mais leur version, une seconde voie, sans vraie continuité avec le reste de la saga (l'époque du récit se situe en 2001) . De même en 2023, ils produiront La Reine de Babylone. Ces deux albums ne sont pas numérotés dans la série par Casterman.

## Scénario

### Synopsis
La série Corto Maltese met en scène les voyages et les aventures du héros du même nom à travers le monde, et à travers l'Histoire du XXe siècle naissant. Le cadre historique est toujours très présent dans les aventures de Corto.

### Personnages
Né sur l'île de Malte en 1887, d'une mère gitane (la Niña de Gibraltar) et d'un père britannique, Corto Maltese est un capitaine de la marine marchande et un grand aventurier. Ses périples le mènent à Antigua, à Hong Kong, ou à Venise. C'est une sorte d'antihéros, solitaire, individualiste, égocentrique et ironique. Il se définit lui-même comme un gentilhomme de fortune. Corto Maltese fait souvent preuve d'une noble désinvolture qui le caractérise. Ses aventures le mènent en différents lieux exotiques du monde, où il est souvent spectateur d’événements historiques du début du XXe siècle.
Parmi les autres personnages on trouve de nombreux personnages récurrents, comme Raspoutine, Bouche dorée ou Pandora. Beaucoup de personnages sont des personnes ayant réellement existé ou inspirées par elles : Jack London, Jérémiah Steiner, Enver Pacha, Joseph Staline, ...

## Adaptations

### Romans
- Hugo Pratt, Corto Maltese (adaptation de La Ballade de la mer salée). Éditions Denoël, 1996 - Collection Folio, Éditions Gallimard, 1997.
- Hugo Pratt, Cour des mystères (adaptation de Corto Maltese en Sibérie). Éditions Denoël, 1997 - Collection Folio, Gallimard, 1999.

### Projet de film en prise de vue réelle
En 2017, un projet de film en prises de vue réelles réalisé par Christophe Gans est annoncé. Il s'agit d'une nouvelle adaptation de Corto Maltese en Sibérie, avec notamment l'acteur anglais Tom Hughes dans le rôle de Corto et le suisse James Thierrée dans celui de Raspoutine. Le 21 juin 2019, le concept artist François Baranger annonce l'annulation du projet pour « d'obscurs motifs juridiques ».

### Films d’animation
Un long métrage d'animation sorti au cinéma le 25 septembre 2002, réalisé par Pascal Morelli d’après l'album, Corto Maltese en Sibérie :
- 2002, Corto Maltese, la cour secrète des arcanes. Scénario de Natalia Borodin et Thierry Thomas.

Les voix de Richard Berry (Corto Maltese), Patrick Bouchitey (Raspoutine), Marie Trintignant (la duchesse Marina Séminova et Bouche dorée), Barbara Schulz (Changhaï Li).
Présenté au Festival international du film de Locarno en août 2002.
DVD : Studio Canal, 2003.
Quatre moyens métrages, diffusés à la télévision sur Canal+ en 2003, réalisés par Richard Danto et Liam Saury d'après les albums suivants :
- 2002, La Ballade de la mer salée. Scénario de Jean Pêcheux.

Les voix de Richard Berry (Corto Maltese), Patrick Bouchitey (Raspoutine), Barbara Schulz (Pandora).
DVD : Studio Canal, 2003.
- 2002, Sous le signe du Capricorne. Scénario de Jean Pêcheux.

Les voix de Richard Berry (Corto Maltese), Patrick Bouchitey (Raspoutine), Catherine Jacob (Ambiguïté), Marie Trintignant (Bouche dorée).
DVD : Studio Canal, 2003.
- 2002, Les Celtiques. Scénario de Giorgia Cecere et Jean Pêcheux.

La voix de Richard Berry (Corto Maltese).
DVD : Studio Canal, 2003.
- 2002, La Maison dorée de Samarkand. Scénario de Henri Colomer.

Les voix de Richard Berry (Corto Maltese), Patrick Bouchitey (Raspoutine), Catherine Jacob (Marianne).
DVD : Studio Canal, 2003.

### Série d'animation
En outre est produite une série d'animation de 22 épisodes supplémentaires. Elle comprend les quatre moyens métrages sus-cités, chacun découpés en quatre épisodes (soit 16 épisodes en somme), et six épisodes supplémentaires reprenant les histoires suivantes :
- Les Hommes Léopards ;
- Têtes et Champignons ;
- La Conga des bananes ;
- Concerto en O mineur pour harpe et nitroglycérine ;
- Le Coup de grâce ;
- D'autres Roméos et d'autres Juliettes.

Ces épisodes sont disponibles dans le coffret DVD Corto Maltese : L'Intégrale, qui présente aussi Corto Maltese, la cour secrète des arcanes.

### Jeu vidéo
Un jeu vidéo intitulé Corto Maltese : Secrets de Venise a été développé conjointement par Lexis Numérique et Kids Up Hill. Il a été édité par Bulkypix sur PC, smartphones et tablettes iOS / Android en 2014.

### Théâtre
- Corto Maltese, pièce écrite par Alberto Ongaro. Elle fut jouée à La Fenice de Venise en décembre 1982. Le rôle de Corto était tenu par Gerardo Amato (it), frère de Michele Placido.
- Ostrvska priča (fr: Une histoire d'île), pièce originale écrite par Zoran Stefanović, réalisé par Zoran Đorđević. Elle fut jouée à Dom omladine, Valjevo, Yougoslavie en septembre 1987[15],[16].
- Corto Maltesen seikkailut (fi) (fr: Les aventures de Corto Maltese), créée sur la grande scène du Q-teatteri (fi) (Helsinki, Finlande) le 17 février 2011, chapeautée par la directrice de théâtre Fiikka Forsman (fi). Bien qu'étant principalement basée sur l'épisode La Maison dorée de Samarkand, cette pièce reprend également des scènes d'autres épisodes, avec le consentement des héritiers d'Hugo Pratt.

### Musiques et chansons
- Jazz – À Corto Maltese, par le septet Ogoun Ferraille[17]. Microsillon 33 tours, éd. Sonores, 1972[18].
- Corto Maltese, chanté par Sylvia Fels. Microsillon 45 tours, Pathé Marconi/EMI, 1974.
- Corto Maltesse (avec deux "s"), groupe de rock de Brive (Bernard Entraygues, Francis Arnaud et Fredo Follet), dont l'album "Djaga" en 1995.
- Corto Maltese, chanson du groupe turinois Mau Mau, sur l'album Viva Mama Nera (EMI Marketing), 1996.
- Les Tangos de Corto, par le Trio Esquina, CD Buda Musique, 1998.
- La balada del Corto Maltese, chanté par Jairo, CD Balacera, DBN Records, 1999.

## Hommages
- Entre 1985 et 1988, les éditions Casterman ont publié une revue bimestrielle (puis mensuelle et finalement trimestrielle) nommée Corto et assez rapidement renommée Corto Maltese (22 numéros).
- François Mitterrand était un grand lecteur de Corto Maltese. C’étaient les seules bandes dessinées qu’il possédait dans sa bibliothèque. « J'ai peut-être un faible pour lui. Non que je ressemble au héros de Hugo Pratt, mais je ne m'ennuierais certainement pas dans la peau de Corto Maltese, cet aventurier laconique, solitaire, esprit libre au confluent de deux cultures. » (1989).

En 1986, François Mitterrand, vient réconforter le pilote de Formule 1 Jacques Laffite, qui se remet d’un accident et lui offre une sélection d'albums de Corto Maltese.
- En 1996, la poste italienne met en service un timbre de 850 lires, représentant Corto Maltese dessiné par R. Morena.
- Dessiné par Patrizia Zanotti, coloriste de l’œuvre de Pratt, Corto fait de la publicité en juin 2001, pour l'eau de toilette « Eau sauvage » de Dior.
- Une statue en bronze du marin maltais (2,5 m, 300 kg), conçue par Livio Benedetti, a été inaugurée le 14 juin 2004, pour la résidence Corto Maltese, dans le quartier de l’Houmeau à Angoulême. La même statue a été inaugurée en 2007 sur la place Hugo-Pratt à Grandvaux.
- En 2018-2019, l'exposition Lignes d’horizons au musée des Confluences de Lyon rend hommage à Hugo Pratt et Corto Maltese[19].
- En 2024, le Centre Pompidou présente l'exposition monographique Corto Maltese. Une vie romanesque entièrement consacrée au personnage au sein de la Bibliothèque Publique d'Information. Celle-ci s'inscrit plus largement dans le cadre de sa programmation « La BD à tous les étages ».